# Jürgen Wagner (Politiker)
Jürgen Wagner (* 19. September 1934 in Bromberg, Westpreußen; † 22. Dezember 2023 in Berlin) war ein deutscher Politiker (SPD).

## Leben
Nach dem Abitur 1953 ließ sich Wagner zum staatlich geprüften Fototechniker ausbilden, danach studierte er Wirtschaftswissenschaften, Germanistik und Publizistik in Berlin und München. Danach war er zwischen 1956 und 1970 als Fotokaufmann, Foto- und Filmtechniker tätig, u. a. am Institut für Luftfahrzeugbau der Technischen Universität Berlin.
1957 bis 1958 absolvierte er ein Studium von Kamera und Regie am DIFF München. Von 1981 bis 1989 war er Lehrbeauftragter ohne Entgelt an der Freien Universität Berlin für das Wahlpflichtfach Tauchen.
Von 1989 bis 1991 war er Mitglied des Kuratoriums der Technischen Universität Berlin. Von 1989 bis 1991 war er Mitglied des Kuratoriums der Staatlichen Techniker-Schule Berlin, von 1985 bis 1991 Mitglied des Kuratoriums der Staatlichen Fachschule für Optik und Fototechnik Berlin.
1961 trat er in die SPD ein und wurde 1965 Mitglied des Kreisvorstandes im Berliner Bezirk Tempelhof und 1969 Landesparteitagsdelegierter. 1970 wurde er hauptamtlicher Kreissekretär in Tempelhof. Bei der Berliner Wahl 1967 wurde Wagner in die Bezirksverordnetenversammlung von Tempelhof gewählt.
Ihr gehörte er bis 1985 an und war von 1975 bis 1985 stellvertretender Bezirksverordnetenvorsteher.
Bei der Wahl 1985 wurde er in das Abgeordnetenhaus von Berlin gewählt. Im November 1994 konnte er in das Parlament nachrücken, da Ingrid Holzhüter Bundestagsabgeordnete wurde. Ein Jahr später schied er endgültig aus dem Abgeordnetenhaus aus.
Er war bis 1994 Verwaltungsleiter der Bundeslehr- und Forschungsstätte der Deutschen Lebens-Rettungs-Gesellschaft (DLRG), Berlin, sowie Vorsitzender des Fachausschusses Wissenschaft/Hochschule beim SPD-Landesverband Berlin.
Am 5. Januar 1983 erhielt er vom Bundespräsident Karl Carstens das Verdienstkreuz am Bande des Verdienstordens der Bundesrepublik Deutschland.

## Mitgliedschaften
Wagner war seit 1964 Mitglied der Gewerkschaft Öffentliche Dienste, Transport und Verkehr (ÖTV, heute Ver.di) und der Arbeiterwohlfahrt (AWO), der DLRG und des „Athletik Clubs Heros Berlin“ (ACHB).

## Werke (Auswahl)
- Lena 1959. Die Liebe, der See und der Tod (Roman) Pseudonym: Ritter Adler. Epubli-Verlag Berlin. ISBN 978-3-8442-1991-3.
- Eine Kindheit in Deutschland. Jahrgang 1934. Und zwei weitere Erzählungen Epubli-Verlag Berlin. ISBN 978-3-8442-2302-6.
- K. Koppenhagen, S. John, A. Scholz, M. Matthes, U. Paulich, J. Wagner, von Nieding, K. Petruschke, H.-J.Wedell, J. Hardieck, J. Francke: Apparative Untersuchungen: Nuklearmedizinischer Nachweis druckinduzierter Gasembolisation mittels 133 Xenon Tauchmedizin 3. Hrsg. Gerstenbrand/Lorenzoni/Seemann ISBN 3-87706-092-7.
- S. John, P. Cabarrou, R. Dennhardt, H.D. Fust, G. Haux, K. Koppenhagen, G. von Nieding, J. Wagner, H.-J. Wedell: Dekompressionstrauma: Späte Rekompressionsbehandlung eines Tauchunfalls mit Tetra- und paraplegischer Symptomatik mittels O2-N2-He unter einem Behandlungsdruck von 9 Bar. Tauchmedizin 3. Hrsg. Gerstenbrand, Lorenzoni, Seemann ISBN 3-87706-092-7.
- Teltowkanal: Angler fischen im trüben. In: Tempelhofer Stimme. Sozialdemokratische Zeitung für den Bezirk Tempelhof. Nummer 21/Oktober 1987
- Zu Gast in Berlin 7. Juli 1979: Der schiefe Turm von Pichelsdorf von Rainer Wagner
- Unter Druck in die Zukunft. In: Polizei-Technik-Verkehr, Heft Nr. 3, Dezember 1975
- Lehre und Forschung in der BLFS. In: Der Lebensretter 7/80
- Sinnlose Streichung von Studienplätzen. In: Berliner Stimme. A 1718 D. Nr. 4. Februar 1996
- Revanche für den 21. August. In: Berliner Stimme. A 1718 C. Nr. 15, 12. April 1969
- Reise in ein unbekanntes Land. SPD in Polen. In: Berliner Stimme. A 1718 C. Nr. 27. 4. Juli 1970